# Dans la ville de Sylvia
Pour plus de détails, voir Fiche technique et Distribution.
Dans la ville de Sylvia est un film hispano-français réalisé par José Luis Guerín, sorti en France le 10 septembre 2008.

## Synopsis
Lui, un jeune artiste peintre français, retourne dans la ville de Strasbourg, six ans après sa première venue lors de laquelle il a rencontré Sylvie, un soir au Bar des Aviateurs. Obsédé par ce souvenir, il erre, avec l'espoir de retrouver cette femme, dans les différents lieux de l'autre capitale européenne, ville cosmopolite, mais froide, où il ne réussit pas à entrer en contact avec les gens, se contentant d'en dessiner des esquisses sur son carnet à croquis.
Croyant soudainement la reconnaître en la personne d'une jeune femme aperçue, il la suit durant plusieurs heures, sans oser l'aborder, jusqu'au moment où dans le tramway de Strasbourg il lui parle et découvre qu'il s'est trompé de personne. Abattu de confusion et de déception, il qualifie toute cette suite d'évènements de « désastre ».

## Fiche technique
- Réalisation et scénario : José Luis Guerín
- Production : Luis Miñarro
- Photographie : Natasha Braier
- Montage : Núria Esquerra
- Direction artistique : Maite Sánchez
- Costumes : Míriam Compte
- Pays :  France -  Espagne
- Langue : français, espagnol
- Dates de sortie : 
  -  Espagne : 14 septembre 2007
  -  France : 10 septembre 2008

## Distribution
- Xavier Lafitte : Lui
- Pilar López de Ayala : Elle

## Distinctions
- En compétition lors de la Mostra de Venise 2007.